# アビブ・ベライド
アビ・ベライ（Habib Bellaïd, 1986年3月28日 - ）は、フランス・セーヌ＝サン＝ドニ県ボビニー出身の元アルジェリア代表サッカー選手。ポジションはディフェンダー。チュニジア、アルジェリアにルーツを持つ。

## 来歴

### クラブ
クレールフォンテーヌではハテム・ベン・アルファ、アブー・ディアビ、リカルド・ファティ等と同期。卒業後はRCストラスブールの下部組織に入団し、2005年にリーグ・アンデビューを果たす。2008年、クラブのリーグ・ドゥ降格を機にアイントラハト・フランクフルトに移籍する。2009-10シーズンはリーグ・ドゥに所属する古巣のストラスブールにレンタル移籍、冬にリーグ・アンで残留争いをするUSブローニュにレンタル移籍した。

### 代表
ユース年代ではフランス代表としてプレー。2006 FIFAワールドカップではチュニジア代表から打診を受けるも断った。2010年にはアルジェリア代表からの招集に応じ、アイルランド代表との親善試合で初キャップを記録した。
2010 FIFAワールドカップ本大会メンバーに選出された。

## 代表歴

### 出場大会
- アルジェリア代表
  - 2010 FIFAワールドカップ

### 試合数
- 国際Aマッチ 1試合 0得点（2010年）[1]

| アルジェリア代表 | 国際Aマッチ | 国際Aマッチ |
| 年               | 出場        | 得点        |
| ---------------- | ----------- | ----------- |
| 2010             | 1           | 0           |
| 通算             | 1           | 0           |